# ホルヨーク (マサチューセッツ州)
ホルヨーク（ホールヨーク、英: Holyoke）は、アメリカ合衆国マサチューセッツ州のハンプデン郡にある都市。人口は3万8238人（2020年）。コネチカット川の西岸に位置している。スプリングフィールドの北13キロメートルにあり、スプリングフィールド都市圏に含まれる。

## 歴史
コネチカット川バレーにイギリス人が最初に住んだのは1633年のことであり、プリマス・プランテーションから来た交易業者が、現在のコネチカット州ウィンザーに基地を設けた。1636年、マサチューセッツ湾植民地の財務官補でピューリタンの因習打破主義者であるウィリアム・ピンチョンが、ロックスベリーから一群の開拓者を率いてきて、前年に斥候が吟味していた土地にスプリングフィールドの町を設立した。コネチカット川バレーの中で彼らはその土地を農耕と交易に最も利点のある所だと見なした。この開拓地はコネチカット川で最初の大きな滝（エンフィールド滝）の直ぐ北にある肥沃な農地であり、海洋を航行する船舶はここで積荷を小さな船に必ず積み替えてコネチカット川の上流に送る必要があったので、直ぐに成功した開拓地となった。それはコネチカット川以外にも、ベイパスでボストンに、マサチューセッツパスでオールバニに繋がる利点のある位置にあったことが大きかった。当初のスプリングフィールドはコネチカット川の両岸に広がっていたが、その後に分割されていった。コネチカット川西岸の土地はウェストスプリングフィールドとなった。ウェストスプリングフィールドの北端のパリッシュ（第3パリッシュあるいは北パリッシュ、アイルランド・パリッシュとも呼ばれていた）がホルヨークとなった。その名前はスプリングフィールドの初期開拓者ウィリアム・ピンチョンの義理の息子で、1650年代にこの地域を探検していたエリザー・ホルヨークから採られた。ホルヨークのビレッジは1745年に入植されたのが始まりであり、公式には1850年に法人化された。
地域初の郵便局はアイルランドと呼ばれた。1822年6月3日に設立され、マーティン・チャピンが初代郵便局長となった。しかし1883年には閉鎖された。アイルランド・デポと呼ばれる別の郵便局は1847年2月26日に、ジョン・M・チャピンを初代郵便局長として設立され、その名称が1850年3月14日にホルヨークに変更された。ホルヨーク郵便局の初代局長はジョージ・ウィットルだった。
スミス・フェリーと呼ばれていたノーサンプトン市の一部が、1809年にイーストハンプトン市の創設で分離した。ノーサンプトン中心街に行く近道はコネチカット川のオックスボーに近い道路であり、度々洪水を起こす所にあった。この地区が1909年にホルヨーク市内に入った。

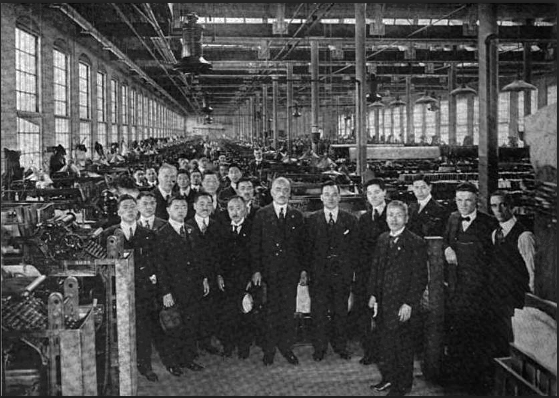
日本生糸工業協会名誉委員会の代表団は、1919年に「ウィリアムスキナーアンドサンズ」工場を訪問しました。今井五介および渋沢栄一を含む。

ホルヨークは、1849年にダムとホルヨーク運河体系を建設し、それに続いて水力を生かした工場、特に製紙工場を建設するまで人口が少なかった。一時期は25以上の製紙工場が市内で操業していた。人口は1860年の5,000人弱から1920年には6万人以上になった。1888年、ホルヨーク製紙産業がアメリカン・パッド・アンド・ペーパー社の設立に繋がり、それが2007年時点で世界でも最大級のオフィス用品生産者になっている。水力を利用できることで、ホルヨーク市は独自の発電会社を維持させることができ、アメリカの主要地域電力会社とは独立性を維持している。例えば、1965年北アメリカ大停電の影響を受けなかったことでは数少ない地域となった。

### 計画工業都市

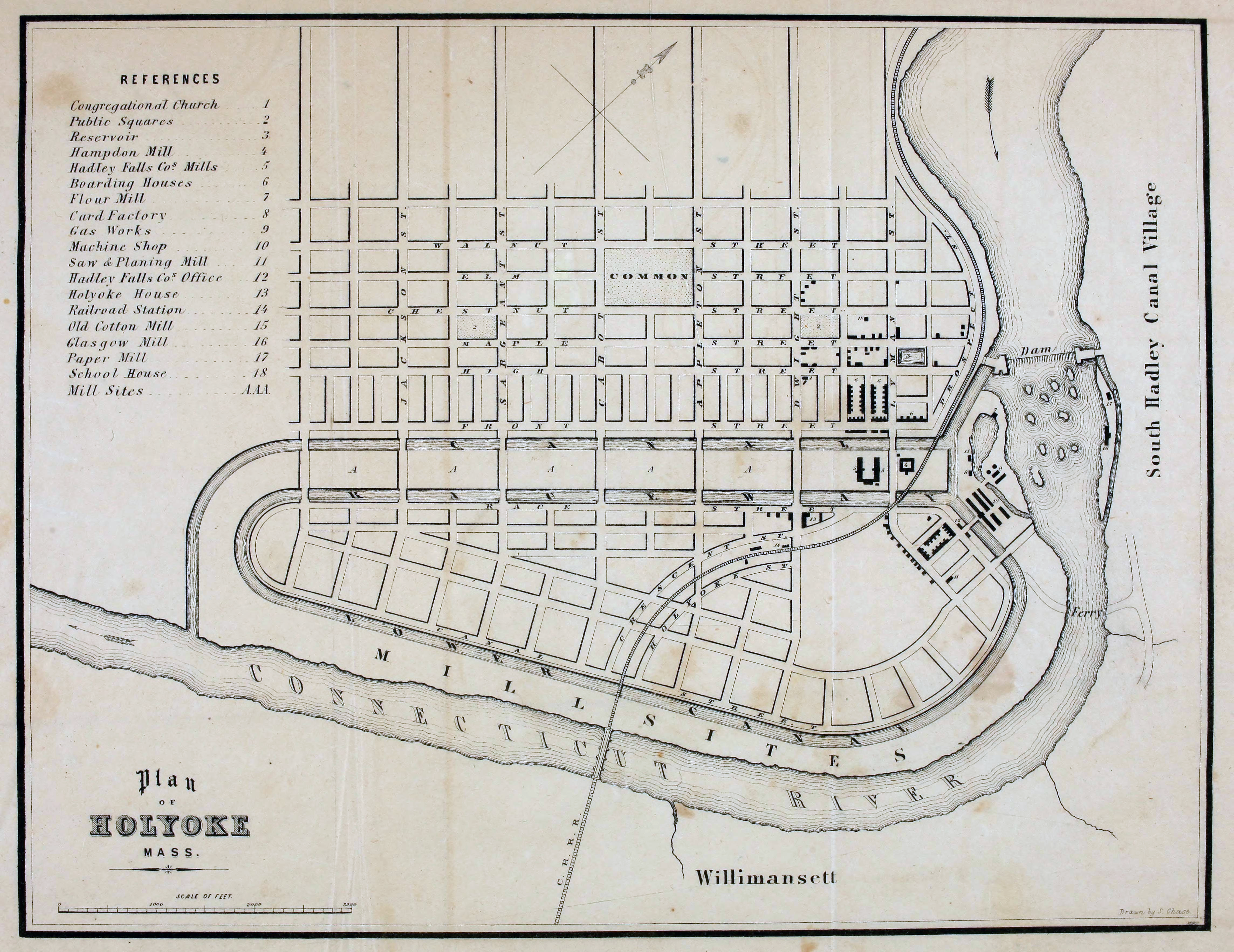
「ホルヨーク町」の初期レイアウトと方格設計、1853年頃。

ホルヨークはアメリカ合衆国で最初期の計画工業都市だった。市街は直線的な道路配置が行われており、ニューイングランドでは目新しいものだった。この道路配置は高層ビルを造るときに経済開発の道具として可能性があるものと見られ、周りの運河はレクリエーションやリラクゼーションの資源と見られた。道路の格子状配置は、真っ直ぐな道路が少ないマサチューセッツ州西部で特徴的だった。ニューイングランドで最大河川であるコネチカット川沿いにあり、落差（60フィート、13 m)最大のハドリー滝も傍にあるという利点は、ローウェルの繊維産業を開発して成功したボストン・アソシエイツ（投資家集団）の関心を惹いた。19世紀後半から20世紀半ばまで、ホルヨークは世界でも最大級の製紙の町だった。製紙と繊維工場に動力を与えるために建設されたホルヨーク運河体系が、他のコネチカット川沿いの都市と区別させた。世界最大の製紙業として名声があるために「製紙の都市」というニックネームがある。

## 地理

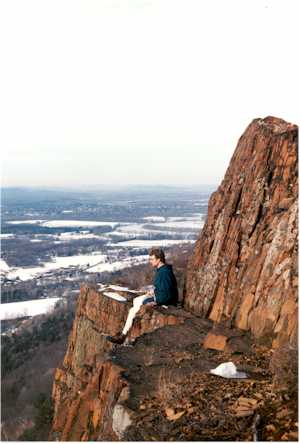
マウントトムからの眺め

ホルヨーク市は北緯42度12分11秒 西経72度37分26秒 / 北緯42.20306度 西経72.62389度 (42.203191, -72.623969)に位置している。
アメリカ合衆国国勢調査局に拠れば、市域全面積は22.8平方マイル (59 km2)であり、このうち陸地21.3平方マイル (55 km2)、水域は1.5平方マイル (3.9 km2)で水域率は6.70%である。ホルヨーク市の西はサウサンプトン町とウェストフィールド市、北はイーストサンプトン市、川を隔てて東はハドリー町とチコピー市、南はウェストスプリングフィールド市と接している。
ホルヨーク市にはマウントトム山地のイース山、とトム山がある。ロングアイランド湾からバーモント州境まで伸びる直線的な山地であるメタコメット山地では、標高1,202フィート (363 m) のトム山が最高峰である。トム山は高い崖、広がる眺望、微気候生態系が特徴である。全長110マイル (176 km) のメタコメット・モナドノック・トレイルがマウントトム山地とイースト山を通っている。

## 人口動態
以下は2010年国勢調査による人口統計データである。
| 基礎データ - 人口: 39,880 人 - 世帯数: 14,977 世帯 - 家族数: 9,478 家族 - 人口密度: 722.5人/km2（1,871.8 人/mi2） - 住居数: 16,229 軒 - 住居密度: 294.0軒/km2（762.5 軒/mi2） 人種別人口構成 - 白人: 66.02% - アフリカン・アメリカン: 4.68% - ネイティブ・アメリカン: 0.75% - アジア人: 1.07% - 太平洋諸島系: 0.07% - その他の人種: 23.51% - 混血: 3.90% - ヒスパニック・ラテン系: 48.43% 年齢別人口構成 - 18歳未満: 29.5% - 18-24歳: 9.0% - 25-44歳: 26.8% - 45-64歳: 19.2% - 65歳以上: 15.6% - 年齢の中央値: 34歳 - 性比（女性100人あたり男性の人口） - 総人口: 88.1 - 18歳以上: 81.3 | 世帯と家族（対世帯数） - 18歳未満の子供がいる: 33.3% - 結婚・同居している夫婦: 38.5% - 未婚・離婚・死別女性が世帯主: 20.1% - 非家族世帯: 36.7% - 単身世帯: 30.9% - 65歳以上の老人1人暮らし: 13.5% - 平均構成人数 - 世帯: 2.57人 - 家族: 3.23人 収入と家計 - 収入の中央値 - 世帯: 33,242米ドル - 家族: 39,130米ドル - 性別 - 男性: 35,849米ドル - 女性: 26,652米ドル - 人口1人あたり収入: 16,913米ドル - 貧困線以下 - 対人口: 26.4% - 対家族数: 22.6% - 18歳未満: 41.7% - 65歳以上: 13.2% |

政治的には近年民主党候補を大差で支持する傾向にある。2012年アメリカ合衆国大統領選挙ではバラク・オバマに76%の支持を与え、対するミット・ロムニーは22%しか得られなかった。同年のアメリカ合衆国上院議員選挙では民主党の挑戦者エリザベス・ウォーレンが70%を取り、共和党現職のスコット・ブラウンが30%と大敗した。2011年の市長選挙では、ゲイを公表したアレックス・B・モース（民主党）を当選させた。
2003年FBIの犯罪報告書に拠れば、ホルヨーク市の犯罪率はほとんどの分類で全国平均を上回っており、特定分類では特に高い。窃盗犯罪は2,822件に上り、特に多い。

## 交通

### 鉄道

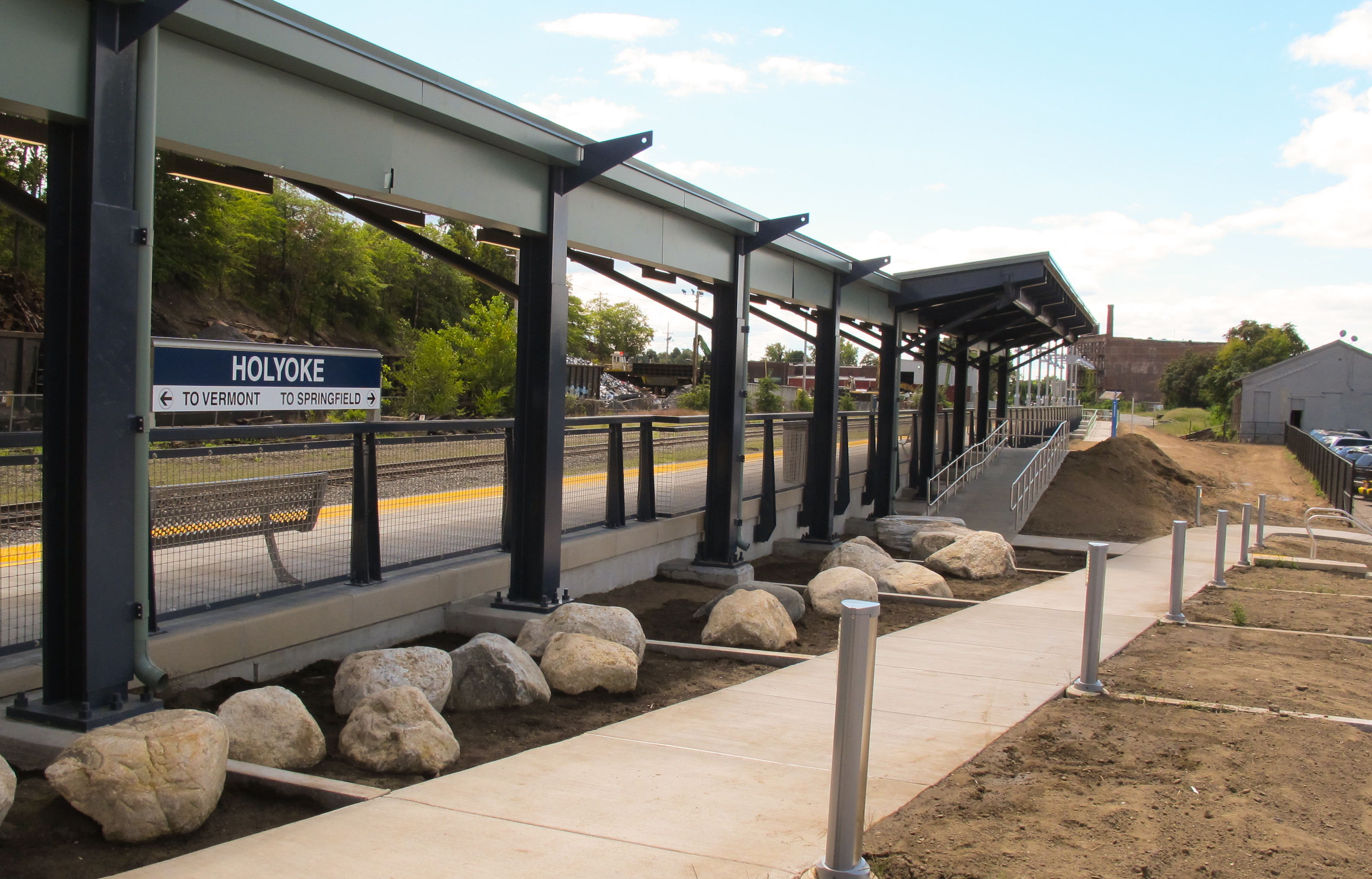
ホルヨーク駅

アムトラックのホルヨーク駅はメイン・ストリート74にある。ホルヨーク駅にはセントオールバンズとワシントンD.C.間の昼行長距離列車ヴァーモンター号が1日1往復停車する。

## 経済
近年はホルヨーク市にハイテク産業を誘致する努力が成功して、経済の多様化が進行してきた。例えば、大学と技術系会社の連衡で、エネルギー効率の高い高性能コンピュータセンターであるマサチューセッツ・グリーン高性能コンピューターセンターを建設し、2012年にオープンした。関わったのはシスコシステムズ、ハーバード大学、マサチューセッツ工科大学、マサチューセッツ大学、ボストン大学、EMCコーポレーション、アクセンチュアPLCだった。このセンターは水力発電が利用できることもあってホルヨーク市に建設された。
1979年、ニューイングランドでは最大級のショッピングセンターであるホルヨーク・モールが建設され、小売業が市の大手雇用主になっている。小売業は市に大きく安定した税収をもたらし、年間700万ドル以上になっている。
ホルヨーク市は同じマサチューセッツ州のノーサンプトン市と姉妹都市になっている。

## 芸術と文化

### 移民と移住
歴史的に市の労働者階級移民（および彼らを雇用する会社オーナー）は、まずアイルランド系を主に最初の波が訪れた。ダムの建設と工業化が進む前からアイルランド系移民が入ってきており、町の名前も最小は「アイルランド・パリッシュ」とされていた。今もセントパトリックの日パレードが毎年行われており、そのルーツが偲ばれる。
1850年代、工場のオーナー達はフランス系カナダ人を従順で労働組合を結成する可能性が低いと見て、その雇用を始めた。20世紀前半に訪れた移民の波によって、ドイツ、ポーランド、ユダヤ人の社会が著しく成長し、文化的に影響を与えてきた。1950年代から、プエルトリコ人やその他のラテン系の民が大挙流入し、ホルヨークに移ってきた。今日、ラテン系が市内で最大の人口構成比を示し、プエルトリコ以外のアメリカ合衆国では、プエルトリコ人の構成比44.7%というのは最大である。ホルヨーク市のラテン系人口は2010年時点で19,313人となり、総人口39,880人の48.4%だった。

### セントパトリックの日パレード
ホルヨーク市では国内でニューヨーク市に次いで2番目に大きいセントパトリックの日パレードが開催されている。1952年からセントパトリックの日の次の日曜日に開催されるこのパレードには、ニューイングランドやアメリカ合衆国の東部海岸から数十万人の観衆を集めている。通常年は35万人から45万人だが、1960年代や1970年代の天候が「パーフェクト」だった日には、警察の推計で100万人に達したとされていた。

### プエルトリコの日パレード
ホルヨーク市のプエルトリコ人社会が毎年7月第3週末に、ラ・ファミリア・イスパーナが開催するヒスパニック・ファミリー・フェスティバルの一部として、プエルトリコの日パレードが開催されている。その人気は毎年増加しており、アメリカ合衆国北東部のプエルトリコ人を惹きつけている。

### ゲイ・プライドの月祝祭
僅か6年前にホルヨーク市の高校生として初めてLGBTの権利活動家となったアレックス・B・モース現市長が、2012年6月のゲイ・プライドの月を認識し、市では初のレインボーフラッグを掲げる儀式を主宰した。

### 見どころ
- ホルヨーク運河体系
- マウントトム山地のトム山
- イングルサイドのホルヨーク・モール
- メタコメット・モナドノック・トレイル
- イースト山
- ホルヨーク歴史遺産州立公園
- マッケンジー・スタジアム、ニューイングランド大学間野球リーグに属するホルヨーク・ブルーソックスのホーム球場
- ホルヨーク・メリーゴーラウンド
- ウィスタリアハースト博物館[20]
- ビクトリア劇場
- 恐竜の足跡保存地 - コネチカット川に沿った恐竜の足跡保存地
- ロバート・E・バーレット・フィッシュウェイ - ホルヨーク・ダムを魚が登れるようにした装置

## スポーツ

### バレーボールの発祥地
1895年2月9日、ウィリアム・G・モーガンが、元のホルヨークYMCAでバレーボールを考案した。ハイ通りとアップルトン通りの交差点にあったYMCAのビルはその後解体された。バレーボール殿堂がホルヨーク市の歴史遺産州立公園にあり、毎年10月に新しく競技者、コーチ、貢献者を顕彰している。バレーボールは当初ミントネットと呼ばれていた。

## 教育
ホルヨーク教育部が市の部門である。ホルヨーク高校、ウィリアム・J・ディーン職業訓練校、パウロ・フリーレ社会正義学校が、市内の高校である。ホルヨーク・コミュニティカレッジはホルヨーク市とマサチューセッツ州西部を対象にしている。ホルヨーク・カトリック高校は50年間ホルヨークにあったが、現在はチコピー市内にある。

### 人民のカレッジ
ホルヨーク公共図書館はメイプル通り335に設立され、新古典主義建築の珍しい例となっている。図書館公園にあり、1887年にホルヨーク水力発電会社が寄付した。1870年、当初の図書館は旧アップルトン通り学校の部屋を使っていた。1876年、市役所の主フロアの大きな中央室に移転した。その後収容しきれなくなって近代的な設備が必要と判断されるまでそこに留まっていた。ホルヨークの市民は図書館を建設し、追加の書籍を備えるために資金集めをおこなった。ヘンリー・チェイスの指導下に95,000ドルが集められた。ウィリアム・ホワイティングとウィリアム・スキナーがそれぞれ1万ドルを寄付した。建物の設計と建設にあたった建築家ジョセフ・クロウは、その娘が図書館の誠実なパトロンだったので、その設計料を無料にした。公式には1902年にオープンした。
除幕式のとき、当時図書館長だったウィリアム・ホワイティングがこの図書館を「人民のカレッジ」と呼び、「図書館は学校と同様に地域社会の知的生活の一部であり、我々の教育体系の一部として寛大に支持されるべきである。この壁の中に、文学、芸術、科学に捧げられた著者達を見い出し、それらは求める者に対して無料である。我々はホルヨーク市民に対して、求めさえすれば、あなたの生活を有益で幸せなものにする知識を見つけられると言うことができる。」と付け加えた。

## 著名な出身者
(B) はホルヨーク市生まれであることを示す
- ハル・ホルブルック（1925年 - ）、俳優、ワンマンショーで1966年に作家マーク・トウェインを演じた『Mark Twain Tonight』でトニー賞 演劇主演男優賞を受賞
- ビリー・ミッチェル、ゲーマー(B)
- ジューニアス・モルガン（1813年-1890年）、実業家、ジョン・モルガンの父 (B)
- マーク・ウォーラーズ（1970年 - ）、メジャーリーグベースボール選手、アトランタ・ブレーブスで1995年にワールドシリーズ優勝(B)